# Maison Souquet
La Maison Souquet es un hotel de cinco estrellas perteneciente al grupo Maisons Particulieres, situado en el número 10 de la rue de Bruxelles de París (Francia), a las afueras de Montmartre, en el IX Distrito. El hotel se inspira en los burdeles parisinos de lujo de la Belle Époque. Está decorado por el diseñador francés Jacques Garcia.

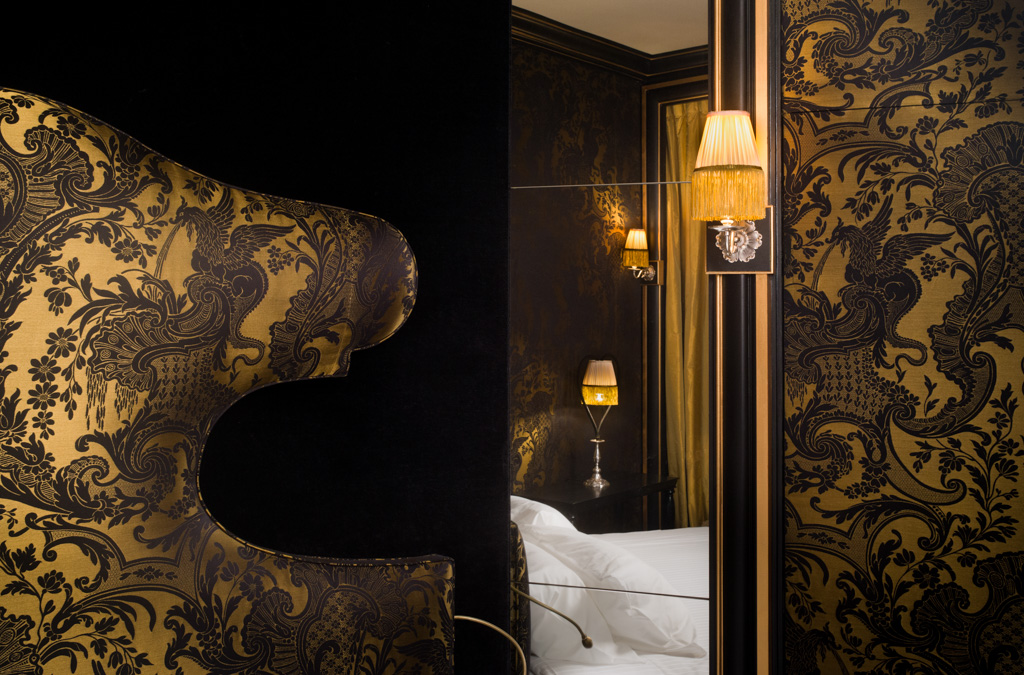
Vistazo de una habitación del hotel.

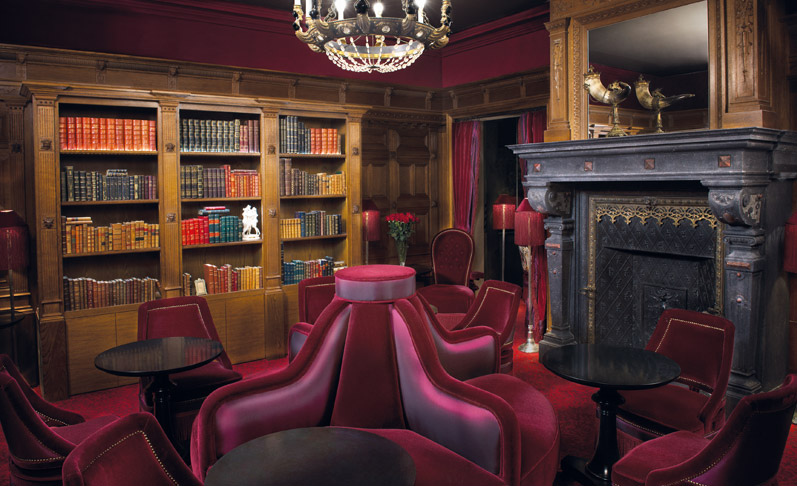
Panorámica del salón.

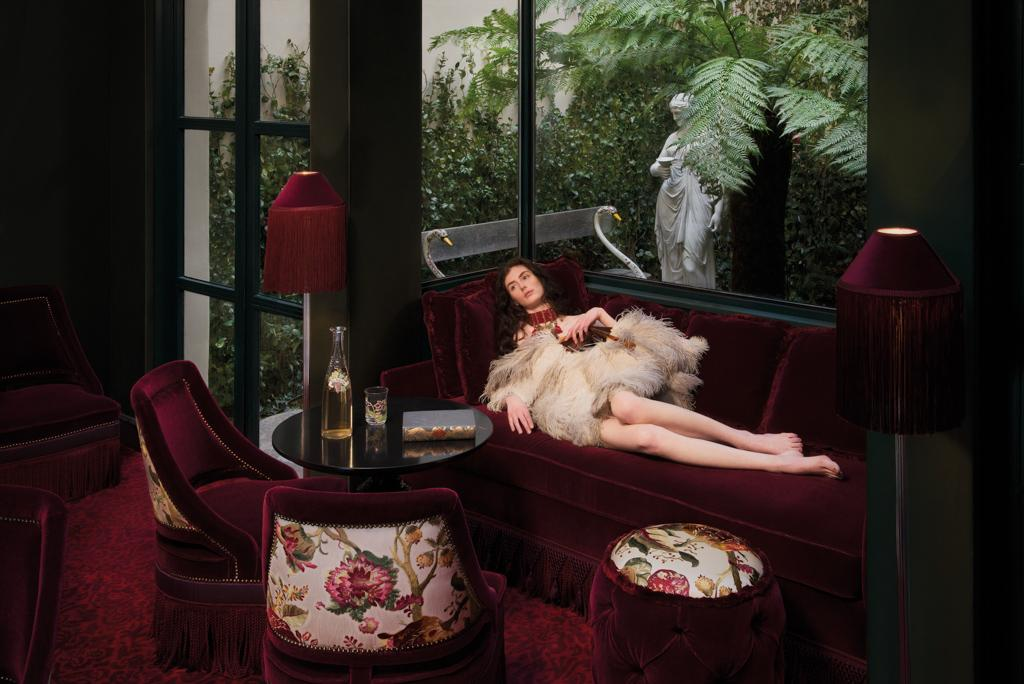
Otra imagen del salón.

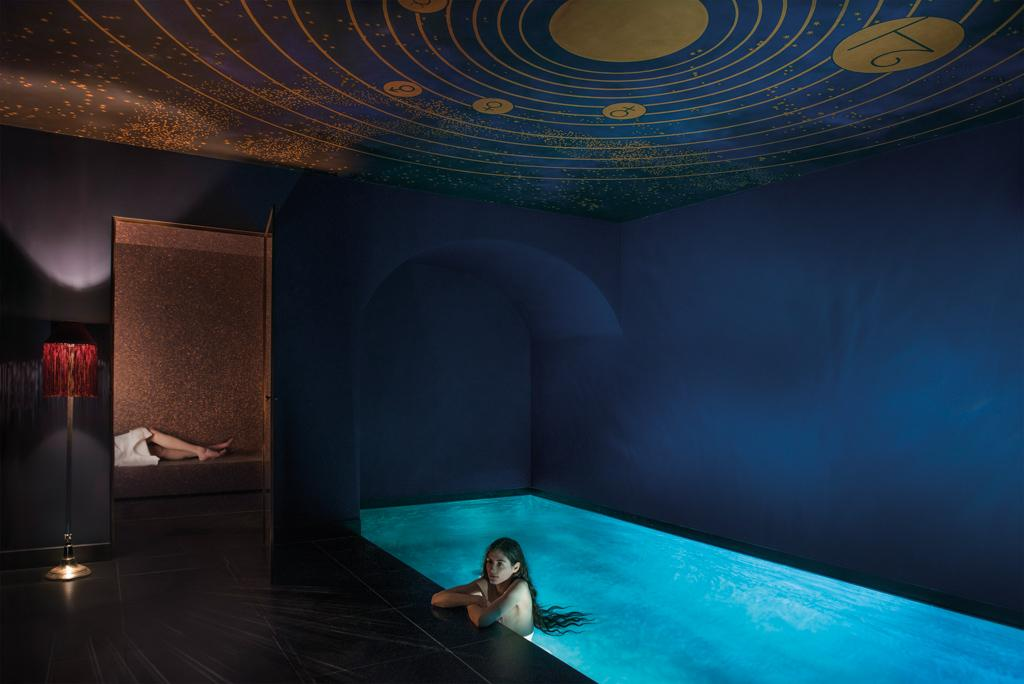
Zona de piscina y spa del hotel.

## Historia
Entre 1871 y 1880, el edificio albergó una escuela para niñas, llamada l'École Paulin.
En 1905, la conocida como madame Souquet creó una discreta maison close (burdel), perfecto eco de las costumbres y la estética parisinas de la Belle Époque. A partir de 1907, la Maison Souquet se convirtió en un hotel normal.
En 2013, el holding Maisons Particulieres Collection adquirió el edificio e inició un periodo de renovación de dos años para crear un hotel de 5 estrellas. En su inauguración en 2015, la Maison Souquet entró a formar parte de la Colección "Pequeños Hoteles de Lujo del Mundo".

## Diseño interior
Para crear un ambiente especial en el hotel, Jacques García se inspiró en los burdeles parisinos de lujo de la Belle Époque. Todos los elementos decorativos son de finales del siglo XIX y principios del XX.

### Salones
La Maison Souquet se compone de una sucesión de salones, reflejo de la configuración original de las casas de placer.
Salón de las Mil y Una Noches
Antiguamente, el primer salón se conocía como "salón de tertulia" o "salón social". Estaba reservado a los hombres. Políticos, banqueros, capitanes de la industria y artistas se reunían allí en formato de club privado para hablar de asuntos mundiales y de negocios.
Adquirido en 2013 a un reputado anticuario belga, el salón de las Mil y Una Noches es una pieza única. Este salón se encontraba originalmente en una mansión privada en el corazón de Bruselas. Fue un encargo especial de un rico aristócrata belga para reproducir en su mansión un decorado digno de los más grandes palacios moriscos del siglo XIX. Esta decoración se terminó en 1895. Se compone de esmaltes preciosos, madera policromada con reflejos dorados y adornada con cuero. Esto requirió un trabajo meticuloso para adaptarse al exigente pliego de condiciones de la Maison Souquet.
Saló de los Pequeños Placeres
Este segundo salón se utilizaba antiguamente como "sala de presentación". Cortesanas e invitados se reunían antes de pasar a una de las habitaciones de la casa.
Hoy rebautizado como Salon des Petits Bonheurs, consta de un bar oculto donde se encuentran platos refinados y licores preciados, una biblioteca, juegos de mesa, una chimenea monumental y carpintería heredada de finales del siglo XIX.
El Jardín de Invierno
Este último salón se llamaba antiguamente el "salón de después", ya que servía de "salón de después" donde los hombres tras el servicio podían prolongar su velada en torno a una última copa.
El Salón del Agua
Reservado exclusivamente a los huéspedes que soliciten la llave, este spa secreto está decorado con un techo celestial cuyas estrellas doradas brillan sobre un cielo azul cobalto. Las estrellas centellean sobre una piscina de 9 metros de largo adyacente a un baño de vapor y una sala de tratamientos corporales.

### Habitaciones
Maison Souquet consta de 20 habitaciones, seis de ellas suites, y dos apartamentos con una decoración única.
Las decoraciones se inspiran en varios estilos, como Segundo Imperio, indio, chino, japonés, imperio y francés del siglo XVIII.
Cada habitación lleva el nombre de una cortesana famosa, entre ellas La Castiglione, La Paiva, Liane de Pougy y La Bella Otero. Las habitaciones están adornadas con diferentes telas, sedas y bordados.

## Patrocinio
En su inauguración, la Maison Souquet colaboró con el Museo de Orsay para su exposición titulada "Splendeurs et misères. Imágenes de la prostitución, 1850-1910". La colaboración incluyó la publicación de un libro titulado Splendeurs & misères por Editions Flammarion.

## Premios
- Mejores hoteles de lujo de Francia (Premio Travellers' Choice 2017).[20]
- Los 25 mejores hoteles de lujo del mundo (Premio Travellers' Choice 2017).[21]
- Top 25 mejores hoteles románticos del mundo (Premio Travellers' Choice 2017).[22]
- Top 5 de los mejores hoteles de París (Condé Nast Travellers).[23]